# Pectinaria (planta)
Pectinaria es un género de plantas fanerógamas de la familia Apocynaceae. Contiene 16 especies. Es originario de Sudáfrica.

## Descripción
Forma  tallos suculentos que alcanzan los 1-5 cm de alto, profusamente ramificados, con látex incoloro y raíces fibrosas.  Brotes suculentos de color verde o azul-verdoso, cilíndricos de 1.5-8 cm de largo y de 10-25 mm de ancho,  con 6 ángulos redondeados, glabros. Las hojas están reducidas a escamas persistentes, sésiles, escalas suculentas de 0,1 cm de largo (o menos), triangulares, deltadas, con ápice agudo y estípulas ausentes.
Las inflorescencias son extra axilares con 1-2 flores, 1 de ellas abierta, simples,  sésiles y pedicelos glabros. Las flores son casi aromáticas y ligeramente nectaríferas. Su número de cromosomas es de: 2n= 22.

## Taxonomía
El género fue descrito por Adrian Hardy Haworth y publicado en Supplementum Plantarum Succulentarum ... 14. 1819.

## Especies seleccionadas
- Pectinaria arcuata N.E.Br.
- Pectinaria articulata Haw.
- Pectinaria asperifolia N.E.Br.
- Pectinaria borealis (Bruyns) Plowes
- Pectinaria breviloba R.A.Dyer
- Pectinaria exasperata Bruyns
- Pectinaria flavescens Plowes
- Pectinaria longipes (N.E.Br.) Bruyns
- Pectinaria mammillaris Sweet
- Pectinaria maughanii (R.A.Dyer) Bruyns
- Pectinaria mirkinii Pillans
- Pectinaria namaquensis (N.E.Br.) Plowes
- Pectinaria pillansii N.E.Br.
- Pectinaria saxatilis N.E.Br.
- Pectinaria stayneri M.B.Bayer
- Pectinaria tulipiflora C.A.Lückh.